# YARV
YARV (Yet Another Ruby VM) は、笹田耕一が開発するRuby言語処理系。Rubyインタプリタの高速化を目指し、開発が進められた。世界最高速のRuby処理系を目標としていた。現在はRuby（Matz's Ruby Interpreter, MRI）に組み込まれている。
情報処理推進機構の2004年度未踏ソフトウェア創造事業に採択された。
Ruby処理系全体の一からの書き直しはせず、Rubyの既存処理系への、拡張ライブラリとパッチという形で公開、開発が進められていたが、2006年12月31日にRubyリポジトリにマージされ、2007年12月25日にリリースされたRuby 1.9.0から、正式に組み込まれた。
バイトコードインタプリタとして実装されており、従前の処理系ではevalルーチンが直接読み込んでいたRubyプログラムの構文木を、バイトコードにコンパイルし、evalを置き換えた仮想計算機上で実行する。